# Dieter Leicht
Dieter Leicht (* zwischen 1950 und 1970) ist ein ehemaliger deutscher Rollstuhlfechter.

## Werdegang
Dieter Leicht ist schwerbehindert. Wegen seiner Behinderung ist er auf einen Rollstuhl angewiesen. Da er trotz dieses schweren Handicaps Leistungssport betreiben wollte, entschied er sich für das Rollstuhlfechten. Diese Sportart übte er sowohl mit dem Degen als auch mit dem Florett so gut aus, dass er bald für internationale Wettbewerbe in die Deutsche Behindertenationalmannschaft berufen wurde. Mit der deutschen Behindertenfechtmannschaft nahm er dann an den Sommer-Paralympics 1988 in Seoul teil. Mit der deutschen Degenmannschaft gewann er in der Besetzung Dieter Leicht, Uwe Bartmann, und Wolfgang Lipinski eine Goldmedaille. Bei den Sommer-Paralympics 1992 war er wieder Mitglied der deutschen Mannschaft. Mit der Degenmannschaft in der Besetzung Leicht, Bartmann, Lipinski und Udo Schwarz erreichte die Mannschaft den zweiten Platz und gewannen die Silbermedaille. Auch im Florettmannschaftsfechten war er erfolgreich: In der Besetzung Wolfgang Kempf, Maximilian Miller, Günter Spieß und Dieter Leicht erkämpften er und die Florettmannschaft den dritten Platz und gewannen die Bronzemedaille.
Für den Medaillengewinn 1992 wurden Dieter Leicht und seine Mannschaftskameraden am 23. Juni 1993 von Bundespräsident Richard von Weizsäcker mit dem Silbernen Lorbeerblatt ausgezeichnet.